# 鎌倉女学院中学校・高等学校
鎌倉女学院中学校・高等学校（かまくらじょがくいんちゅうがっこう・こうとうがっこう）は、神奈川県鎌倉市由比ヶ浜二丁目に所在し、中高一貫教育を提供する私立女子中学校・高等学校。
高校からの生徒募集はしていない。生徒数は1学年160名前後。略称は「鎌女（かまじょ）」。

## 概要

### 創立
1904年、東京開成中学校と兄妹校逗子開成中学校の校長を務めていた田邊新之助により鎌倉女学校として創立。1910年に、逗子開成中でボート遭難事故が起こり、その補償のため鎌倉女学院も経営が難しくなり一時荒廃したが、陸奥宗光の長男・広吉が共同出資して校長となり、建て直した。鎌倉高等女学校を経て、戦後の学制改革に伴い現校名になる。現在は中学・高校とも鶴岡八幡宮一の鳥居横にある校舎を使用しているが、以前は若宮大路をさらに南に進んだ所（現在の鎌倉簡易裁判所付近）に中学校専用の校舎があった。しかし、前述の姉妹校逗子開成中学校の生徒が起こしたボート遭難事故（詳細は「真白き富士の根」を参照）の賠償金を支払うために、その土地を手放さなくてはならなくなり、現校舎のみになった。

### 交通・通学事情
東日本旅客鉄道 (JR) 横須賀線鎌倉駅から徒歩10分。創立後しばらくは、鎌倉唯一の女学校として、地元の文学界・政財界の家の息女が多く在籍していた。しかしJR根岸線の洋光台～大船間が開通するなど、鎌倉から横浜市中心部へのアクセスが容易になると近隣の学校との競争を余儀なくされる。その結果、人気が低迷した時期もあるが、英語教育に力を入れるなどの改革が功を奏し、現在は東京大学合格者も出る進学校として再び人気を集めている。

## 教育
完全週休2日制で学期は2学期制。授業内容は、中学・高校ともに、4年制大学受験を目標として基礎学力の伸長を図って編成している。昔から国語教育を重視している（高1の冬に漢検2級団体受験）。英語教育にも実績があり、高3卒業時までにはほぼ全員の生徒が英検2級を取得し、TOEFL ITPの受験も校内で行っている。また、希望者には短期留学や海外研修も実施している。外国人講師4人の他、日本人の教員たちも中1から英語で授業を行っており、卒業生の英語のレベルはとても高く、大学で語学を学ぶ鎌女生たちは、マルチリングアルを目指して英語以外の語学に進学する傾向が見られる。中学3年の後期からどの教科も高校課程に入り、高2進学時に1〜3組を文系クラス、4組を理系クラスとしてクラス分けをする（例外の年もあるが、基本的に理系は1クラス＝40人前後）。理系は1クラスであるが、国公立大学への進学者も多くレベルは高い。進学実績も順調に伸ばしており、東京大学入学者も複数名出ている。
また、「特修科」（週1回、選択）と呼ばれる放課後の特別授業もあり、茶道（裏千家）・華道（草月流）・書道・バイオリン・フルートを習うことができる。音楽や美術も盛んで、音大・美大への進学希望者向けの授業もあり、ほぼ毎年のように現役で東京芸術大学への進学者を出している。
情報教育も盛んで、2013年から、「同世代が講師役になることでリアルにトラブルの当事者になる危険を認識してもらう」という狙いで、高校生が中学生にSNSの使い方を教えている。
教育面における他の横浜の女子校との大きな違いは、それらのほとんどが開校期に宣教師によって創立されたミッションスクールであるのに対し、同校は特定の宗教に基づく教育を行わない点である。

## 交通
- 最寄り駅 - 横須賀線鎌倉駅、江ノ電和田塚駅

## 理事長・校長
- 理事長 - 杉山美智子
- 校長 - 大野明子

## 校訓
- 真摯沈着
- 尚絅

## 制服
- 冬服 - 紺地のセーラー服。襟と袖口に3本の白線がある。
- 夏服（長袖）- 白を基調としたセーラー服。紺地の襟と袖に3本の白線がある。
- 夏服（半袖）- 白を基調としたセーラー服。紺地の襟と袖のうち、襟のみに3本の白線がある。
- スカーフ - 冬服・夏服を問わず、高校生は黒、中学生は紺のスカーフ（絹製）を結ぶ。結び目より上の両翼部分を大きく広げた結び方が特徴で、通称「鎌女結び」と呼ばれている。
- 校章 - 校花「白菊」を象った純銀製の校章（1954年の創立50周年記念事業として制定[4]）を胸に付ける。
- 1935年に制定して以来、一度もデザインを変更することなく、古典的でシンプルなセーラー服である（それまでは1922年に制定した和服の制服－冬服は紫紺色の上着と同色か海老茶色の袴－であった[4]）。
- 1990年代初頭までは、ベレー帽と指定カバンの設定もあった（現在もベレー帽は存在するが、着用は任意）。

## 施設
- 現校舎は2004年の創立100年を機に全校舎を新築し、2005年に落成
- 校舎の他、静岡県に天城山荘を所有

## 部活動
文化系
- アニメまんが部
- マンドリンギター部
- 演劇部
- 合唱部
- 管楽部
- 弦楽部

（合唱部と管楽部と弦楽部は、2009年度から「鎌女オーケストラ」として学校直轄の部活として活動している。）
- 写真部
- パソコン部
- 美術部
- 理科部
- 料理部
- 歴史研究部
- ESS - English Speaking Society：英会話クラブ
- 文芸部
- 競技カルタ研究部
- クイズ研究部
- 数楽部

体育系
- バトン部
- 剣道部
- 体操部 - 実態は新体操部
- 卓球部
- ダンス部
- テニス部
- バスケットボール部
- バドミントン部
- バレーボール部

※ なお、10人以下の部は同好会となる。2009年、理科部は理科同好会から昇格、2021年、クイズ研究部はクイズ研究会から昇格した。2024年、数楽部は数楽同好会から昇格した。

## 著名な関係者

### 出身者
- 馬淵美意子 - 詩人、画家
- 岸田麗子 - 岸田劉生の娘（重要文化財である絵画「麗子微笑」〈別名「麗子像」〉のモデルとなった女性）。1927年に入学し長谷の自宅から通学。1929年、父の客死により東京へ転居したため退学（そのため卒業生ではない）[5]。
- 星野立子 - 俳人 1920年卒業[5]
- 松田瓊子 - 小説家 野村胡堂の次女。1929年4月鎌倉女学校2年に編入、1932年3月まで在学し東京に転居[5]。鎌倉での学校生活は小説『七つの蕾』に活かされている[5]。
- 呉美代 - 詩人
- 大原さやか - 声優
- 山田南平 - 漫画家。『紅茶王子』などの著作が図書室に揃っている。
- 木乃江祐希 - 女優
- 米山明日香 - 青山学院大学社会情報学部准教授。専門は、英語音声学、スピーチなど。
- 安田菜津紀[6] - フォトジャーナリスト
- 佐藤茉那 - NHKアナウンサー

### 教職員
- 大佛次郎 - 作家、元鎌倉女学院教員

### 歴代校長
- 田邊新之助
- 江口ユウ（1886－1952）-  江口朴郎の母。1920年に教員として就職、1934年に2代校長就任。1943年退職[7]。

## 姉妹校・周辺校
- 逗子開成中学校・高等学校 - 創立者が同じ。両校の100周年式典を契機に交流を再開。1910年のボート遭難事故の際には、賠償金を両学校で負担し、鎌倉女学校の生徒が鎮魂歌『真白き富士の根』を歌った。
- 鎌倉学園中学校・高等学校 - 最も近い私立校の一つ。
- 同じ鎌倉市内の大船に所在して1989年（平成元年）に「京浜女子大学」から校名を変更した鎌倉女子大学とは、同校と関係を一切有していない。

## 当校が舞台となっている作品
- 2004年放送のUHFアニメ『うた∽かた』で、主人公らの通う学校（鎌倉女子学園）のモデルの一つとなった。立地は同一だが、校舎や制服のデザインは異なっている。